# Kvadrofon hangzás

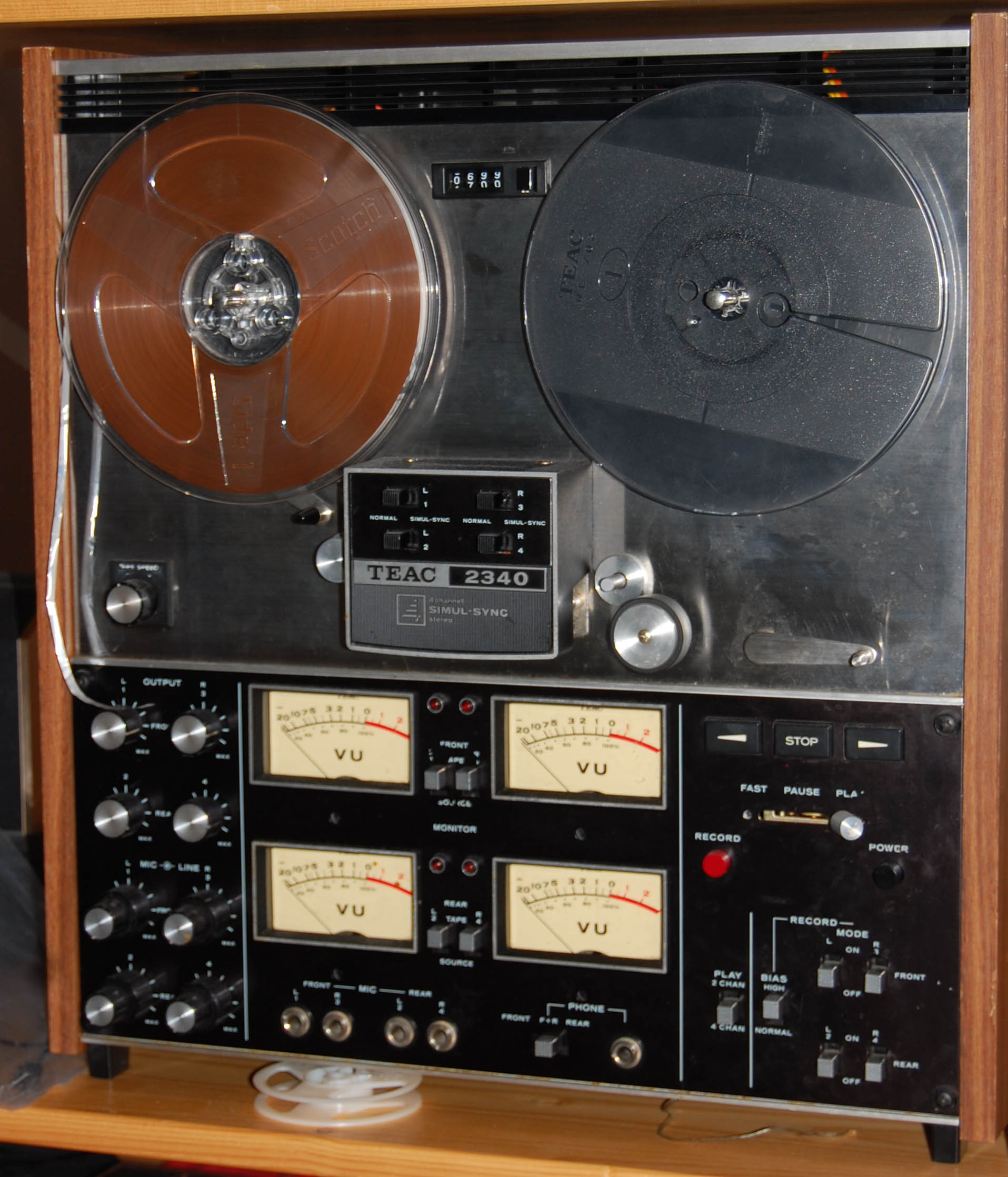
Egy négycsatornás orsós magnetofon volt az 1970-es években a legjobb eszköz az otthoni 4 csatornás hangzás elérésére

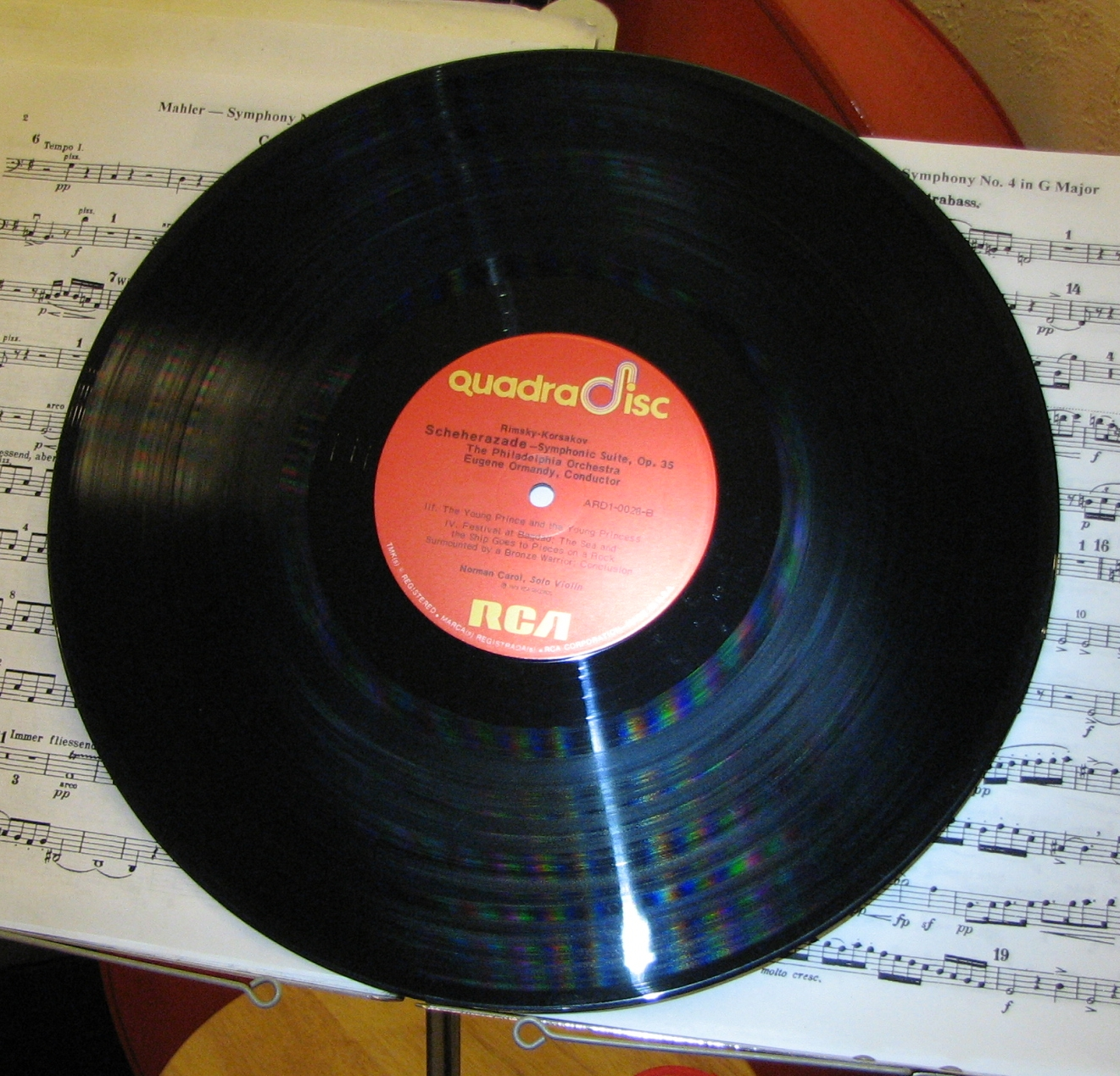
Egy RCA Quadradisc hanglemez. A visszatükröződés körül látszó színes sávokat a négy csatornát elválasztó, információhordozó ultrahangos jel okozza

A kvadrofon hangzás (quadrofónia) négycsatornás hangátvitelt jelent,  térbeli hangzás keltése érdekében. (A kvadrofon kifejezés a ma 4.0-nak nevezett surround hangzás széles körben ismert legrégebbi elnevezése.) A kvadrofon hangzás előállításához négy hangszórót használnak a hallgató körül egy képzeletbeli négyzet sarkaiban elhelyezve, hogy a négy különböző csatornán rögzített, egymástól részben vagy teljesen különböző jelet reprodukálják. Közöttük bárhol élvezhető a térhatás, mert sehol se zeng egysíkúan a hang. A mély és magas hangokat sugárzó hangszórók 90 fokos szögbe fordítva, felváltva helyezkednek el.
A kvadrofon rendszer volt a legelső kereskedelmi forgalomban kapható surround rendszer, habár a sok technikai hiba és a különböző, egymással nem kompatibilis kvadrofon formátumok miatt nem terjedt el kellő mértékben. A kvadrofon hangzású kiadványok gyártása sokkal költségesebb volt, mint a standard, kétcsatornás sztereó hangzású kiadványoké. A lejátszáshoz pedig plusz hangszórók, speciális hangszedők és erősítők szükségeltettek.
A többcsatornás hangfelvételek népszerűségét a házimozi rendszerek 1980-as évek végi, 1990-es évek eleji újbóli elterjedése hozta vissza, habár már nem analóg, hanem új, digitális formátumokban. Több ezer kvadrofon felvétel készült az 1970-es években, és ezek közül jó néhány megjelent modern surround formátumokon, mint a DTS, Dolby Digital, DVD-Audio és Super Audio CD.
1967 májusában a Pink Floyd rockegyüttes adta a legelső surround hangzású koncertet saját kvadrofon hangrendszerével a londoni Queen Elizabeth Hallban. 1975-től 1992-ig Magyarországon kvadrofon rádióadások (hangjátékok, zeneművek) is voltak hallhatóak a Magyar Rádió kísérleti stúdiója jóvoltából. A 4 csatornát a 3. műsor és a Petőfi Rádió egyidőben közvetítette: a két elülsőt többnyire a 3. műsor (később: Bartók), a két hátsót pedig a Petőfi.

## Fordítás
- Ez a szócikk részben vagy egészben  a   Quadraphonic sound című angol Wikipédia-szócikk fordításán alapul.  Az eredeti cikk szerkesztőit annak laptörténete sorolja fel. Ez a jelzés csupán a megfogalmazás eredetét és a szerzői jogokat jelzi, nem szolgál a cikkben szereplő információk forrásmegjelöléseként.